# Trigoniulus lissonotus
Trigoniulus lissonotus är en mångfotingart som beskrevs av Carl Graf Attems 1927. Trigoniulus lissonotus ingår i släktet Trigoniulus och familjen Trigoniulidae. Inga underarter finns listade i Catalogue of Life.